# کشف‌المحجوب (هجویری)
کشف‌المحجوب کتابی‌ است آموزشی در تصوف از علی بن عثمان هجویری. از نشانه‌ها اینگونه برداشت می‌شود که نوشتن کتاب پیش از ۴۶۵ قمری آغاز شده است و پس از ۴۶۹ به پایان رسیده است. کشف‌المحجوب از جمله کهن‌ترین و معتبرترین کتاب‌هایی‌ است که به زبان فارسی در تصوف نوشته شده است و ویژگی‌های نثر دورهٔ اول زبان فارسی را داراست. به نظر می‌آید که این کتاب یکی از بنمایگان عطار در تذکرةالاولیا بوده است.

## مبارزه با انتحال در کتاب
هجویری در جای‌جای کشف‌المحجوب نام خود را می‌آورد تا در انتساب کتاب به وی تردید نشود. خود در توضیح آوردن نامش در آغاز کتاب، از جمله، می‌گوید که دو بار آثار وی را انتحال کرده‌اند:

…یکی آن که دیوان شعرم کسی بخواست و بازگرفت و حاصل کار جز آن نبود[=همین یک نسخه بود] که جمله را بگردانید و نام من از سر آن بیفکند و رنج من ضایع کرد، تاب‌الله علیه؛ و دیگر کتابی کردم اندر تصوّف، نام آن منهاج‌الدّین  یکی از مدّعیان رکیک ـ که کرای گفتار او نکند ـ نام من از سر آن پاک کرد، و به نزدیک عوّام چنان نمود که آن وی کرده است، هرچند خواصّ بر آن قول بر وی خندیدندی.

## وضعیت انتشار
این کتاب نخستین بار در سال ۱۹۲۶ میلادی توسط والنتین ژوکوفسکی در لنینگراد انتشار یافت. چاپ دیگری هم به‌اهتمام محمدحسین تسبیحی در سال ۱۳۷۴ شمسی در اسلام‌آباد (مرکز تحقیقات فارسی ایران و پاکستان) صورت گرفت. چاپ منقّح این کتاب توسّط محمود عابدی در سال ۱۳۸۳ انتشار یافته است.